# Miss Universe
Miss Universe (česky doslovně Slečna vesmíru) je mezinárodní soutěž krásy konaná každoročně od roku 1952. S konkurenční Miss World soutěží o postavení nejdůležitějšího podniku svého druhu na světě.
Pořádá ji Miss Universe Organization, která sídlí v New Yorku a jejími spoluvlastníky jsou televizní stanice NBC a Donald Trump.
Účastnice soutěže nesmějí být vdané či rozvedené a nesmějí mít děti. Minimální věk je 18 let a maximální 27 let.

## Seznam vítězek
| Rok  | Ročník | Vítězka                  | Země                   | Česká reprezentantka   | Místo konání      | Datum konání       |
| ---- | ------ | ------------------------ | ---------------------- | ---------------------- | ----------------- | ------------------ |
| 1970 | 19.    | Marisol Malaretová       | Portoriko              | Kristina Hanzalová     | USA               | 11. července 1970  |
| 1989 | 38.    | Angela Visserová         | Nizozemsko             | neúčast                | Mexiko            | 23. května 1989    |
| 1990 | 39.    | Mona Grudtová            | Norsko                 | Jana Hronková          | USA               | 15. dubna 1990     |
| 1991 | 40.    | Lupita Jonesová          | Mexiko                 | Renáta Gorecká         | USA               | 17. května 1991    |
| 1992 | 41.    | Michelle McLeanová       | Namibie                | Michaela Maláčová      | Thajsko           | 18. května 1992    |
| 1993 | 42.    | Dayanara Torresová       | Portoriko              | Pavlína Baburková      | Mexiko            | 21. května 1993    |
| 1994 | 43.    | Sushmita Sen             | Indie                  | neúčast                | Filipíny          | 20. května 1994    |
| 1995 | 44.    | Chelsi Smithová          | USA                    | Eva Kotulánová         | Namibie           | 12. května 1995    |
| 1996 | 45.    | Alicia Machadová         | Venezuela              | Renáta Hornofová       | USA               | 17. května 1996    |
| 1997 | 46.    | Brook Mahealani Leeová   | USA                    | Petra Minářová         | USA               | 16. května 1997    |
| 1998 | 47.    | Wendy Fitzwilliamová     | Trinidad a Tobago      | Kristýna Fridvalská    | USA               | 12. května 1998    |
| 1999 | 48.    | Mpule Kwelagobeová       | Botswana               | Petra Faltýnová        | Trinidad a Tobago | 26. května 1999    |
| 2000 | 49.    | Lara Duttaová            | Indie                  | Jitka Kocurová         | Kypr              | 12. května 2000    |
| 2001 | 50.    | Denise Quiñones          | Portoriko              | Petra Kocarová         | Portoriko         | 11. května 2001    |
| 2002 | 51.    | Justine Pasek            | Panama                 | Diana Kobzanová        | Portoriko         | 29. května 2002    |
| 2003 | 52.    | Amelia Vegová            | Dominikánská republika | Kateřina Smržová       | Panama            | 3. června 2003     |
| 2004 | 53.    | Jennifer Hawkinsová      | Austrálie              | Lucie Váchová          | Ekvádor           | 1. června 2004     |
| 2005 | 54.    | Natalie Glebovová        | Kanada                 | Kateřina Smejkalová    | Thajsko           | 31. května 2005    |
| 2006 | 55.    | Zuleyka Riverová         | Portoriko              | Renata Langmannová     | USA               | 23. července 2006  |
| 2007 | 56.    | Rijo Moriová             | Japonsko               | Lucie Hadašová         | Mexiko            | 28. května 2007    |
| 2008 | 57.    | Dayana Mendoza           | Venezuela              | Eliška Bučková         | Vietnam           | 14. července 2008  |
| 2009 | 58.    | Stefania Fernándezová    | Venezuela              | Iveta Lutovská         | Bahamy            | 23. srpna 2009     |
| 2010 | 59.    | Ximena Navarrete         | Mexiko                 | Jitka Válková          | USA               | 23. srpna 2010     |
| 2011 | 60.    | Leila Lopesová           | Angola                 | Jitka Nováčková        | Brazílie          | 12. září 2011      |
| 2012 | 61.    | Olivia Culpoová          | USA                    | Tereza Chlebovská      | USA               | 19. prosince 2012  |
| 2013 | 62.    | Gabriela Islerová        | Venezuela              | Gabriela Kratochvílová | Rusko             | 9. prosince 2013   |
| 2014 | 63.    | Paulina Vegová           | Kolumbie               | Gabriela Franková      | USA               | 25. ledna 2015     |
| 2015 | 64.    | Pia Wurtzbachová         | Filipíny               | Nikol Švantnerová      | USA               | 20. prosince 2015  |
| 2016 | 65.    | Iris Mittenaereová       | Francie                | Andrea Bezděková       | Filipíny          | 30. ledna 2017     |
| 2017 | 66.    | Demi-Leigh Nel-Petersová | Jižní Afrika           | Michaela Habáňová      | USA               | 26. listopadu 2017 |
| 2018 | 67.    | Catriona Grayová         | Filipíny               | Lea Šteflíčková        | Thajsko           | 17. prosince 2018  |
| 2019 | 68.    | Zozibini Tunziová        | Jižní Afrika           | Barbora Hodačová       | USA               | 9. prosince 2019   |
| 2020 | 69.    | Andrea Mezaová           | Mexiko                 | Klára Vavrušková       | USA               | 16. května 2021    |
| 2021 | 70.    | Harnaaz Kaur Sandhu      | Indie                  | Karolína Kokešová      | Izrael            | 13. prosince 2021  |
| 2022 | 71.    | R'Bonney Gabrielová      | USA                    | Sára Mikulenková       | USA               | 14. ledna 2023     |
| 2023 | 72.    | Sheynnis Palaciosová     | Nikaragua              | Vanesa Švédová         | Salvador          | 18. listopadu 2023 |

### Počet vítězství jednotlivých zemí
| Země                   | Počet titulů | Roky vítězství                                       |
| ---------------------- | ------------ | ---------------------------------------------------- |
| USA                    | 9            | 1954, 1956, 1960, 1967, 1980, 1995, 1997, 2012, 2022 |
| Venezuela              | 7            | 1979, 1981, 1986, 1969, 2008, 2009, 2013             |
| Portoriko              | 5            | 1970, 1985, 1993, 2001, 2006                         |
| Filipíny               | 4            | 1969, 1973, 2015, 2018                               |
| Švédsko                | 3            | 1955, 1966, 1984                                     |
| Jižní Afrika           | 3            | 1978, 2017, 2019                                     |
| Mexiko                 | 3            | 1991, 2010, 2020                                     |
| Indie                  | 3            | 1994, 2000, 2021                                     |
| Brazílie               | 2            | 1963, 1968                                           |
| Finsko                 | 2            | 1952, 1975                                           |
| Thajsko                | 2            | 1965, 1988                                           |
| Trinidad a Tobago      | 2            | 1977, 1998                                           |
| Austrálie              | 2            | 1972, 2004                                           |
| Kanada                 | 2            | 1982, 2005                                           |
| Japonsko               | 2            | 1959, 2007                                           |
| Kolumbie               | 2            | 1958, 2014                                           |
| Francie                | 2            | 1953, 2016                                           |
| Peru                   | 1            | 1957                                                 |
| Německo                | 1            | 1961                                                 |
| Argentina              | 1            | 1962                                                 |
| Řecko                  | 1            | 1964                                                 |
| Libanon                | 1            | 1971                                                 |
| Španělsko              | 1            | 1974                                                 |
| Izrael                 | 1            | 1976                                                 |
| Nový Zéland            | 1            | 1983                                                 |
| Chile                  | 1            | 1987                                                 |
| Nizozemsko             | 1            | 1989                                                 |
| Norsko                 | 1            | 1990                                                 |
| Namibie                | 1            | 1992                                                 |
| Botswana               | 1            | 1999                                                 |
| Rusko                  | 1            | 2002 (odstoupení)                                    |
| Panama                 | 1            | 2002 (náhrada)                                       |
| Dominikánská republika | 1            | 2003                                                 |
| Angola                 | 1            | 2011                                                 |
| Nikaragua              | 1            | 2023                                                 |

### Galerie vítězek

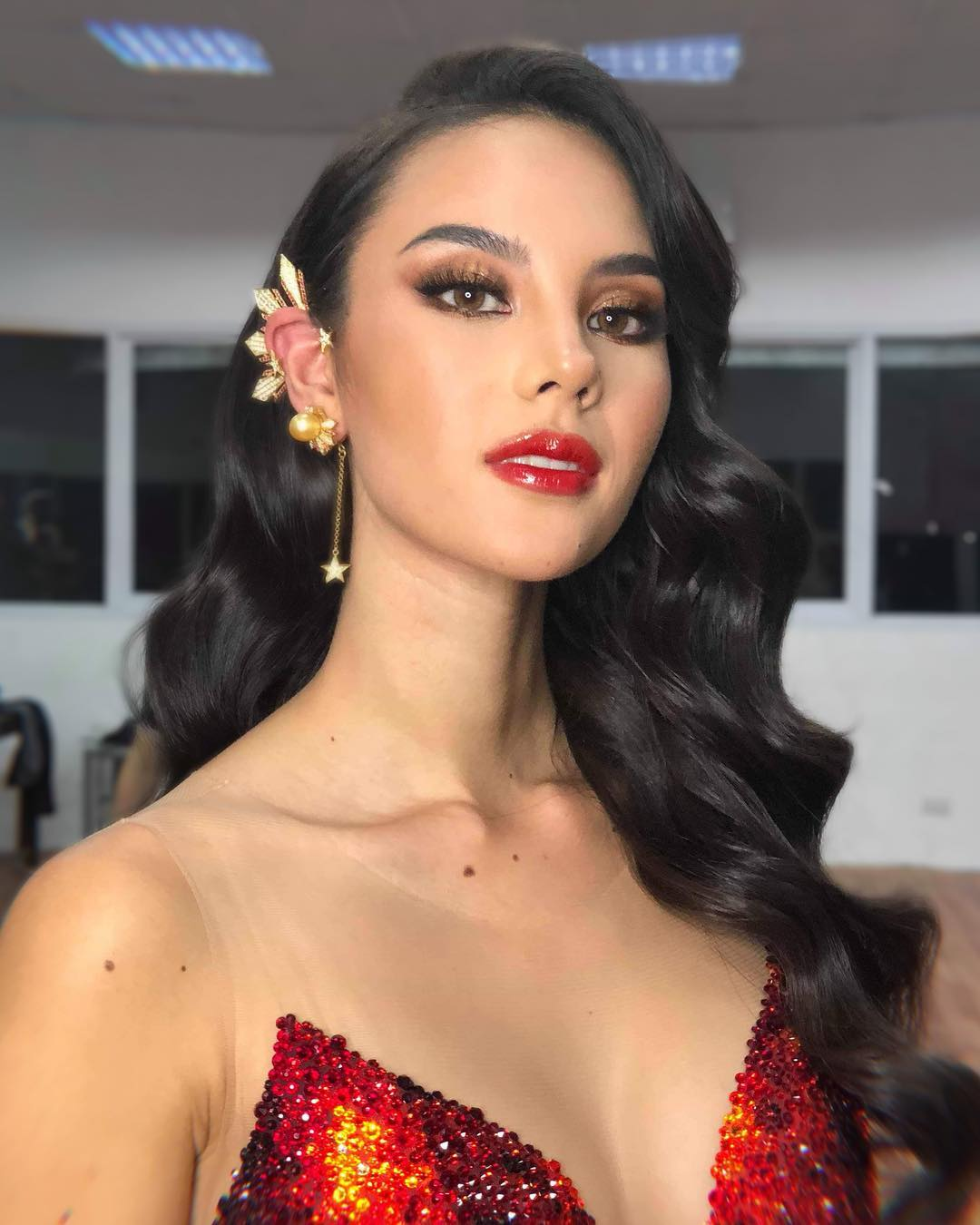
Miss Universe 2018 Catriona Grayová Filipíny
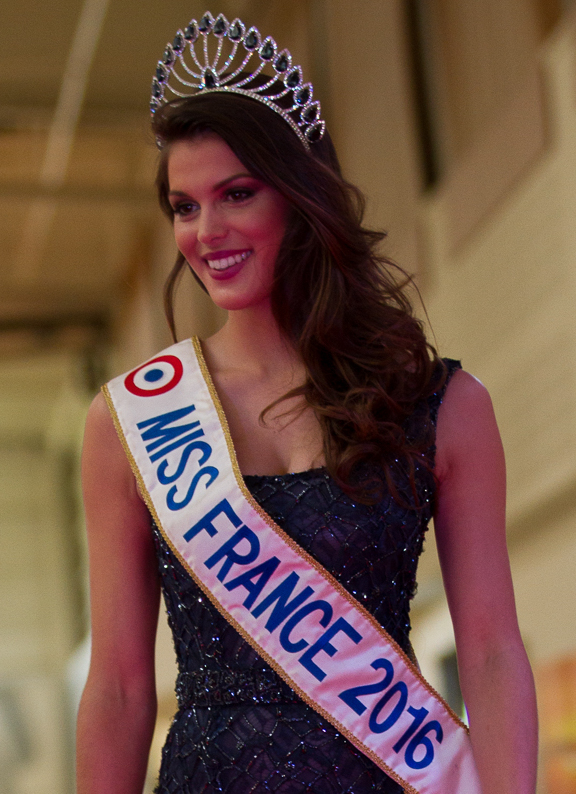
Miss Universe 2016 Iris Mittenaereová Francie
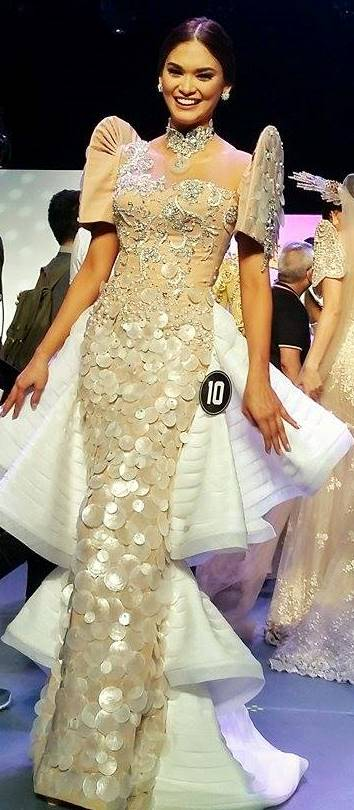
Miss Universe 2015 Pia Wurtzbachová Filipíny
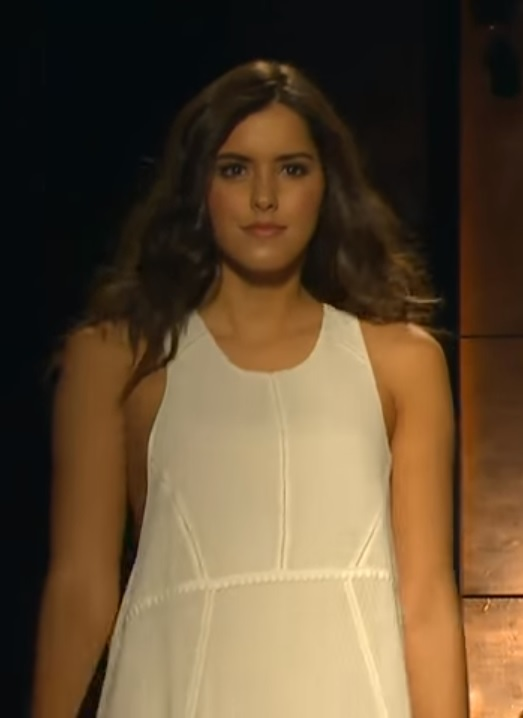
Miss Universe 2014 Paulina Vegaová Kolumbie
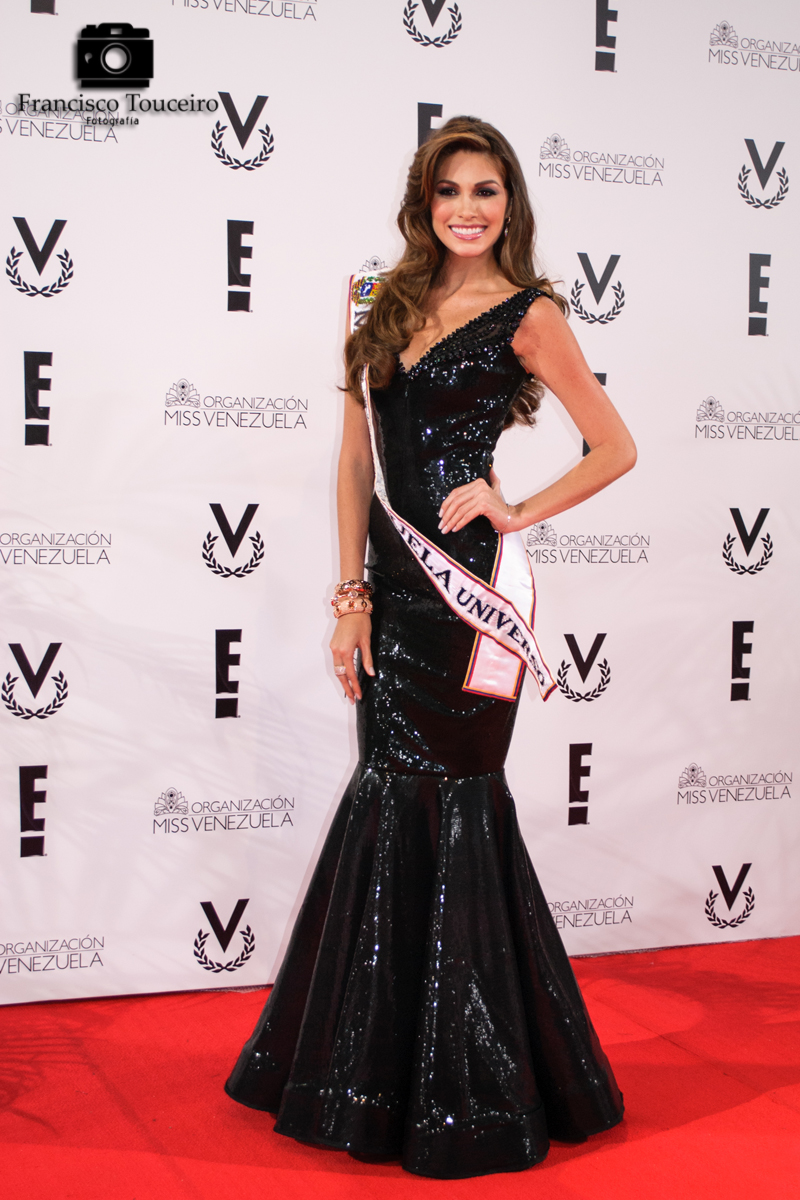
Miss Universe 2013 Gabriela Islerová Venezuela
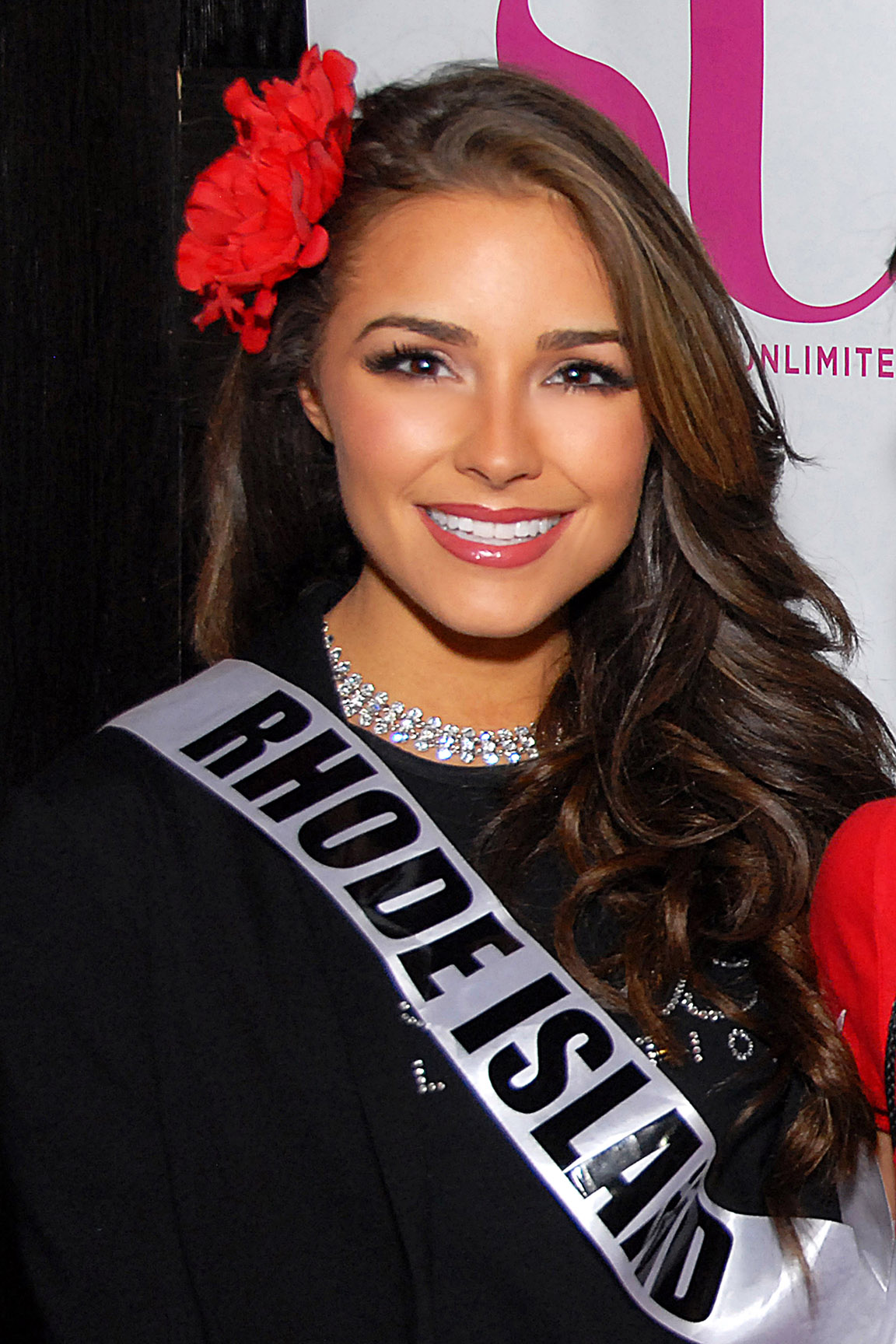
Miss Universe 2012 Olivia Culpoová USA
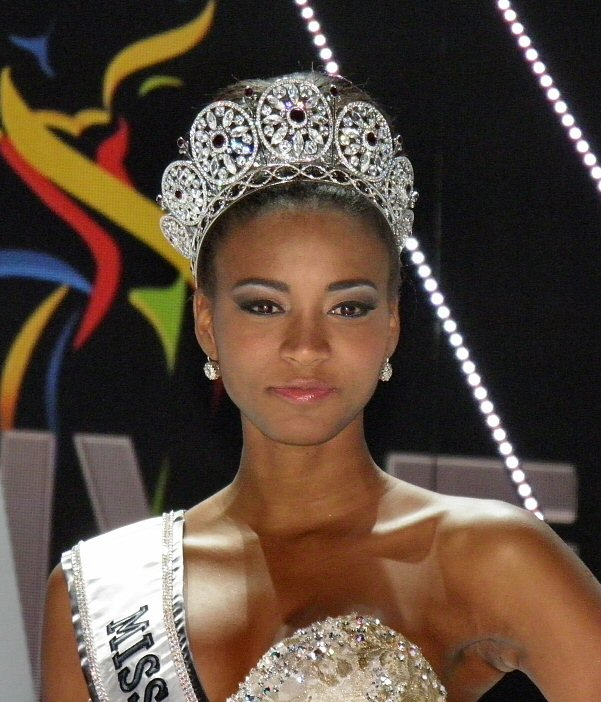
Miss Universe 2011 Leila Lopesová Angola
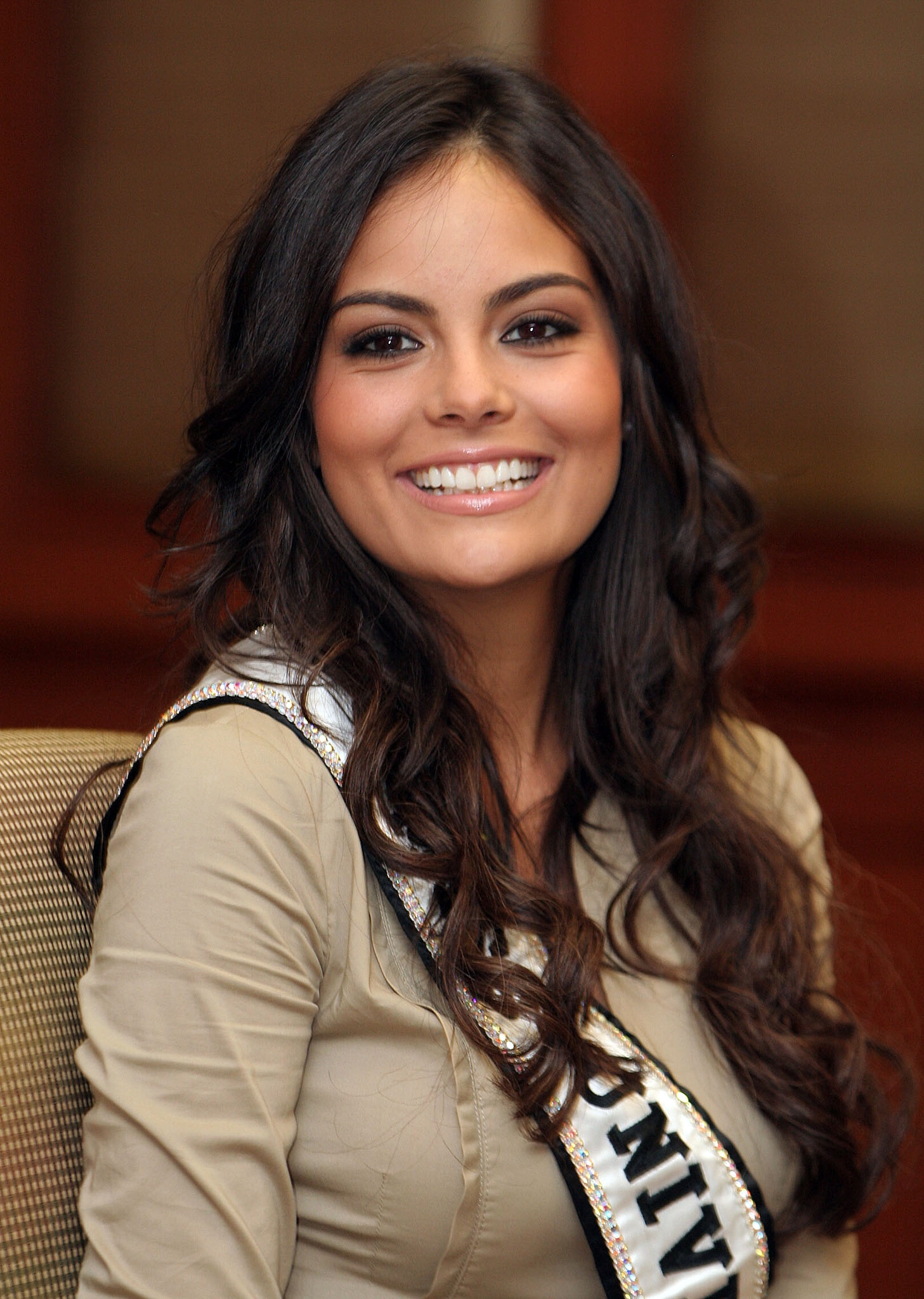
Miss Universe 2010 Ximena Navarrete Mexiko
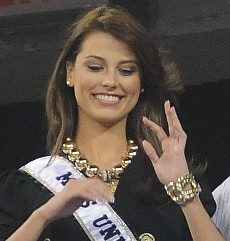
Miss Universe 2009 Stefanía Fernándezová Venezuela
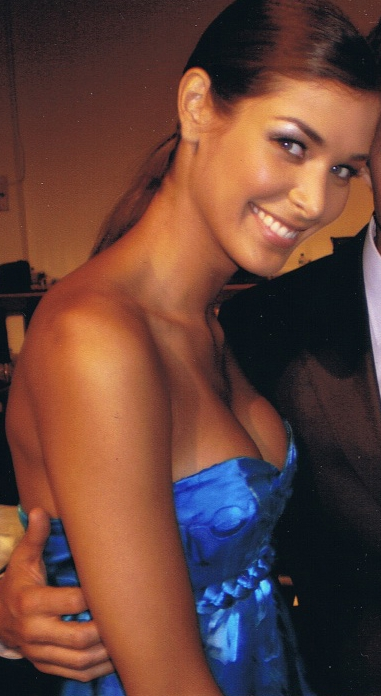
Miss Universe 2008 Dayana Mendoza Venezuela
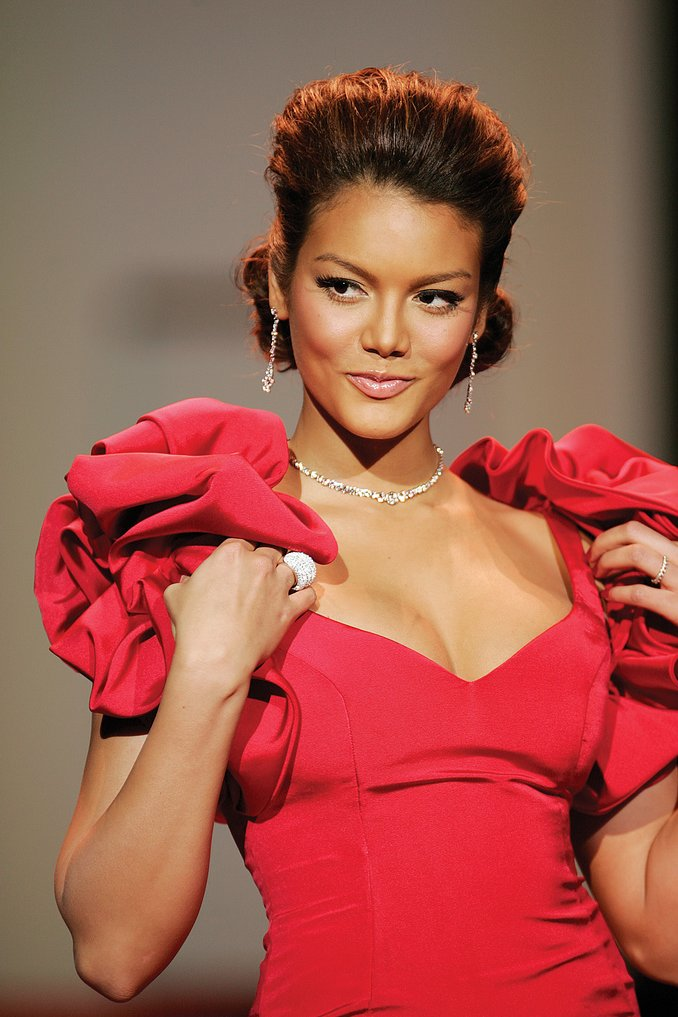
Miss Universe 2006 Zuleyka Riverová Portoriko
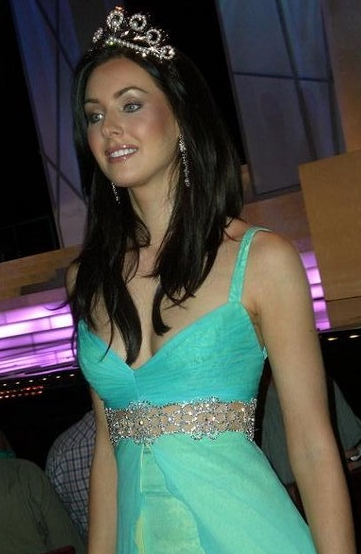
Miss Universe 2005 Natalie Glebovová Kanada
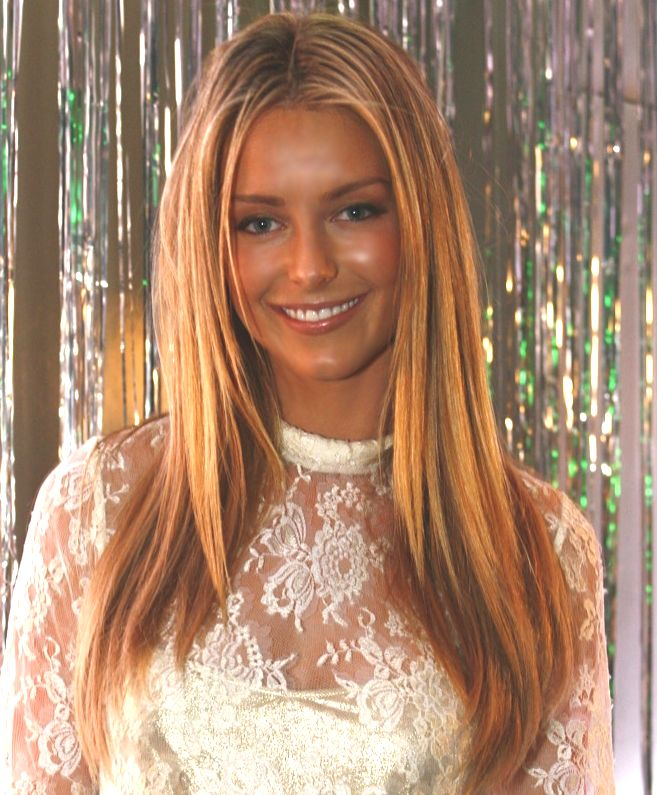
Miss Universe 2004 Jennifer Hawkinsová Austrálie
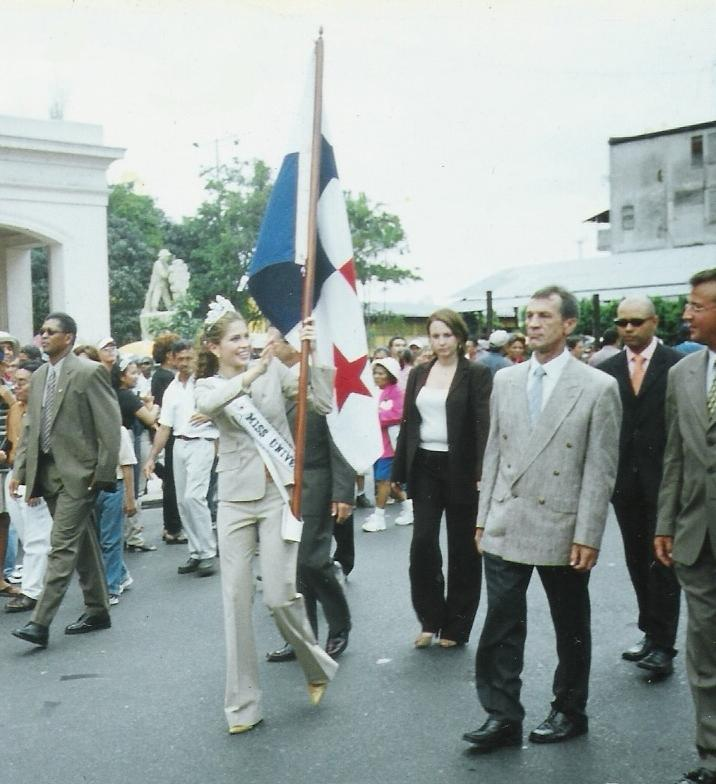
Miss Universe 2002 Justine Paseková Panama
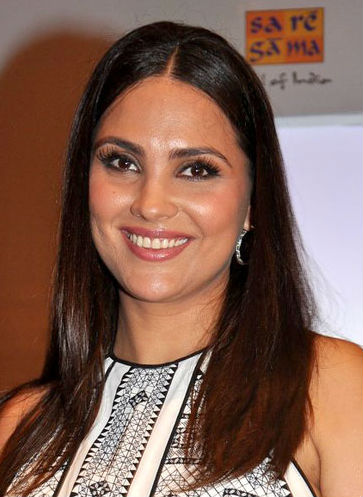
Miss Universe 2000 Lara Duttaová Indie

## Umístění československých a českých dívek v Top 20
| Ročník             | Země           | Jméno a Příjmení   | Umístění |
| ------------------ | -------------- | ------------------ | -------- |
| Miss Universe 1970 | Československo | Kristina Hanzalová | Top 15   |
| Miss Universe 1990 | Československo | Jana Hronková      | Top 10   |
| Miss Universe 1993 | Československo | Pavlína Baburková  | Top 10   |
| Miss Universe 2003 | Česko          | Kateřina Smržová   | Top 10   |
| Miss Universe 2007 | Česko          | Lucie Hadašová     | Top 15   |
| Miss Universe 2008 | Česko          | Eliška Bučková     | Top 15   |
| Miss Universe 2009 | Česko          | Iveta Lutovská     | Top 10   |
| Miss Universe 2010 | Česko          | Jitka Válková      | Top 15   |

## Kontroverzní situace na Miss Universe
- Miss Universe 2002 Oxana Fjodorovová z Ruska odmítla plnění reprezentačních povinností, aby se mohla soustředit na studium práv. Byla zbavena titulu, který po ní převzala první vicemiss Justine Paseková z Panamy.[1]